# Dryosaurus
Dryosaurus (gr. "reptil roble") es un género con dos especies conocidas de dinosaurios ornitópodos driosáuridos, que vivieron a finales del período Jurásico,hace aproximadamente 157 y 145 millones de años, en el Kimmeridgiense y el Titoniense, en lo que hoy es Norteamérica. Originalmente llamada Laosaurus altus por Marsh en 1978, Dryosaurus altus fue la única especie válida del género hasta 2018 donde Carpenter y  Galton describieran Dryosaurus elderae. Los géneros Valdosaurus canaliculatus y Dysalotosaurus lettowvorbecki fueron ambos consideradas anteriormente como especies de Dryosaurus.

## Descripción
La forma del animal era bastante ligera y esbelta, provista de cuello, patas traseras y cola de gran longitud. Las extremidades superiores, por el contrario, eran bastante cortas y provistas de la dotación primitiva de cinco dedos, por lo que es de suponer que el animal era predominantemente bípedo, aunque quizá se apoyase ocasionalmente en las cuatro patas. La longitud total oscilaba entre los 2,5 y 4,5 metros y la altura en los hombros se situaba en torno a 1,5 metros. El peso total podía llegar a los 80 o 90 kilogramos. Sin embargo, el tamaño del adulto es desconocido, ya que no se han encontrado especímenes adultos conocidos del género.

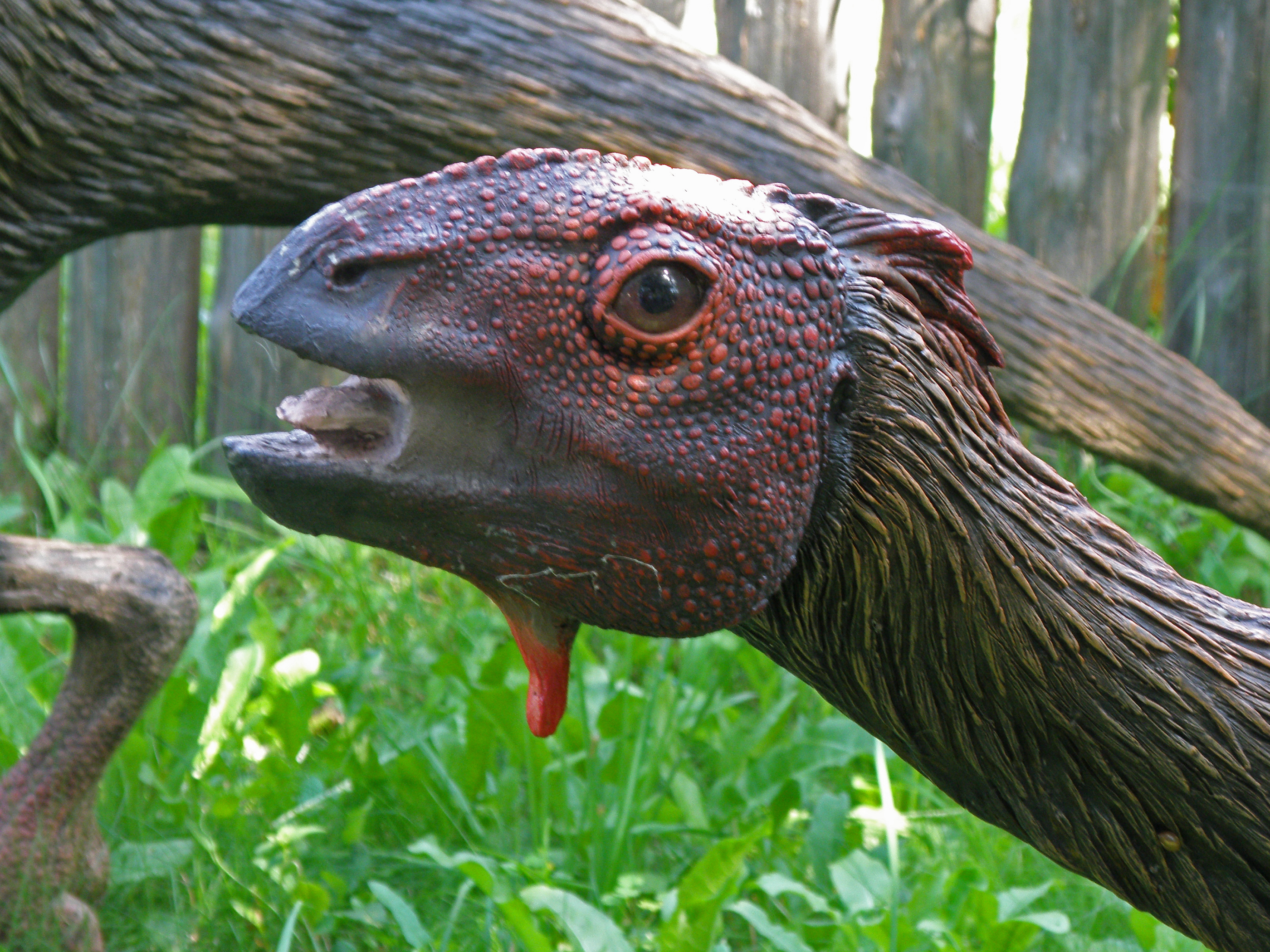
Modelo en Polonia

En la cabeza destacan unas grandes cuencas oculares, indicativos de una buena visión y un pico córneo similar al de una tortuga. Los dientes, típicos de otros dinosaurios herbívoros, se situaban exclusivamente a la altura de las mejillas y estaban ausentes del premaxilar, característica también observada en el posterior Tenontosaurus. Es posible que las mejillas se utilizasen para guardar alimento. Su inteligencia, según lo medido por su cociente entre el cerebro y el cuerpo, estaba situada a mitad del camino cuando se compara a otros dinosaurios. Según el conservador del museo John Foster, los dientes de Dryosaurus se caracterizaron por "una fuerte cresta mediana en la superficie lateral".
Las características del esqueleto indican que estos animales eran bastante rápidos y que la velocidad constituía su única arma frente a la acción de los terópodos carnívoros, en la línea de otros "dinosaurios-gacela" como el más conocido hipsilofodonte. La cola, siempre erecta, contribuía a mantener el equilibrio durante la carrera. Los yacimientos fósiles indican que Dryosaurus fue un animal típicamente forestal.
Dryosaurus subsistió principalmente de vegetación baja en antiguas llanuras de inundación. Una cría de Dryosaurus encontrada en el Monumento Nacional de los Dinosaurios en Utah confirmó que Dryosaurus siguió patrones similares de desarrollo craneofacial a otros vertebrados, los ojos eran proporcionalmente grandes cuando eran jóvenes y el hocico proporcionalmente corto. A medida que el animal creció, sus ojos se hicieron proporcionalmente más pequeños y su hocico proporcionalmente más largo.

## Descubrimiento e investigación

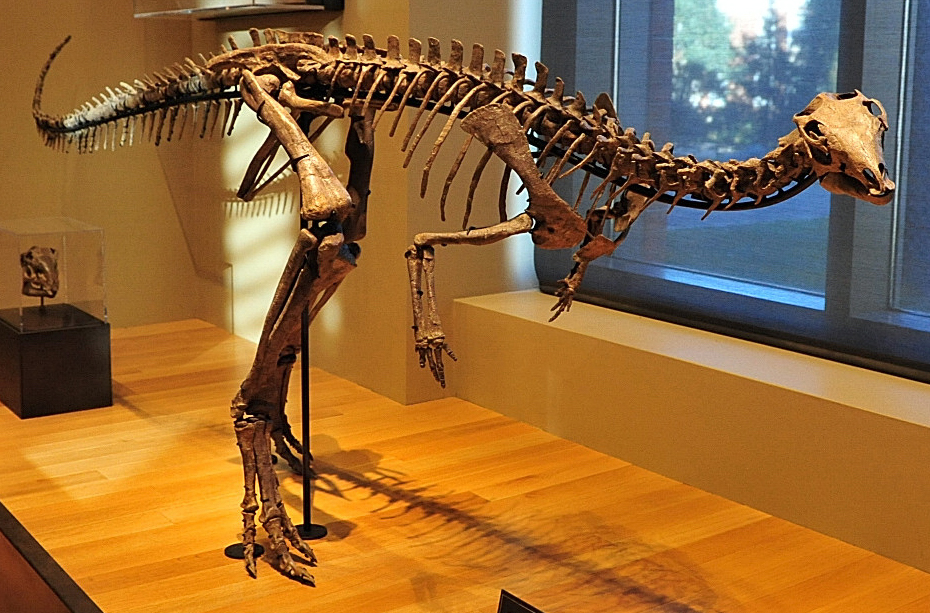
D. altus en el Museo de Historia Natural de Beneski.

En 1876, Samuel Wendell Williston en el condado de Albany, Wyoming descubrió los restos de pequeños euornitópodos. En 1878, el profesor Othniel Charles Marsh los denominó como una nueva especie de Laosaurus, Laosaurus altus. El nombre específico altus , que significa "alto" en latín, se refiere a que es más grande que Laosaurus celer. En 1894, Marsh hizo del taxón un género separado, Dryosaurus. El nombre proviene del griego δρυο/dryo que significa “roble” y σαυρος/sauros “lagarto”, refiriéndose a un supuesto modo de vida en el bosque. Más tarde, a menudo se suponía que se le había dado el nombre de una forma de hoja de roble de sus mejillas, que, sin embargo, está ausente. La especie tipo sigue siendo Laosaurus altus, la combinatio nova es Dryosaurus altus.
El holotipo, YPM 1876, se encontró en una capa del Miembro de la Cuenca Brushy Superior de la Formación Morrison, que data del titoniano. Consiste en un esqueleto parcial que incluye un cráneo bastante completo y mandíbulas inferiores. Varios otros fósiles de Wyoming han sido referidos a Dryosaurus altus. Incluyen especímenes YPM 1884 la mitad posterior de un esqueleto, AMNH 834 un esqueleto parcial que carece del cráneo de la Cantera de la Cabina de Huesos y CM 1949 una mitad posterior de un esqueleto desenterrado en 1905 por William H. Utterback. Desde 1922 en adelante en Utah, Earl Douglass descubrió restos de Dryosaurus en el Monumento nacional Dinosaurio. Estos incluyen CM 11340 la mitad frontal de un esqueleto de un individuo muy joven, CM 3392 un esqueleto con cráneo pero sin cola, CM 11337 un esqueleto fragmentario de un juvenil y DNM 1016 un ilion izquierdo desenterrado por el técnico Jim Adams. Otros fósiles fueron encontrados en Colorado . En Lily Park , condado de Moffat , James Leroy Kay y Albert C. Lloyd en 1955 recuperaron el CM 21786 un esqueleto que carecía de calavera y cuello. Desde 'Scheetz' Quarry 1, en Uravan , condado de Montrose , en 1973 Peter Malcolm Galton y James Alvin Jensen describieron el espécimen BYU ESM-171R encontrado por Rodney Dwayne Scheetzy que consiste en algunas vértebras, una mandíbula inferior izquierda, una extremidad anterior izquierda y dos extremidades posteriores.

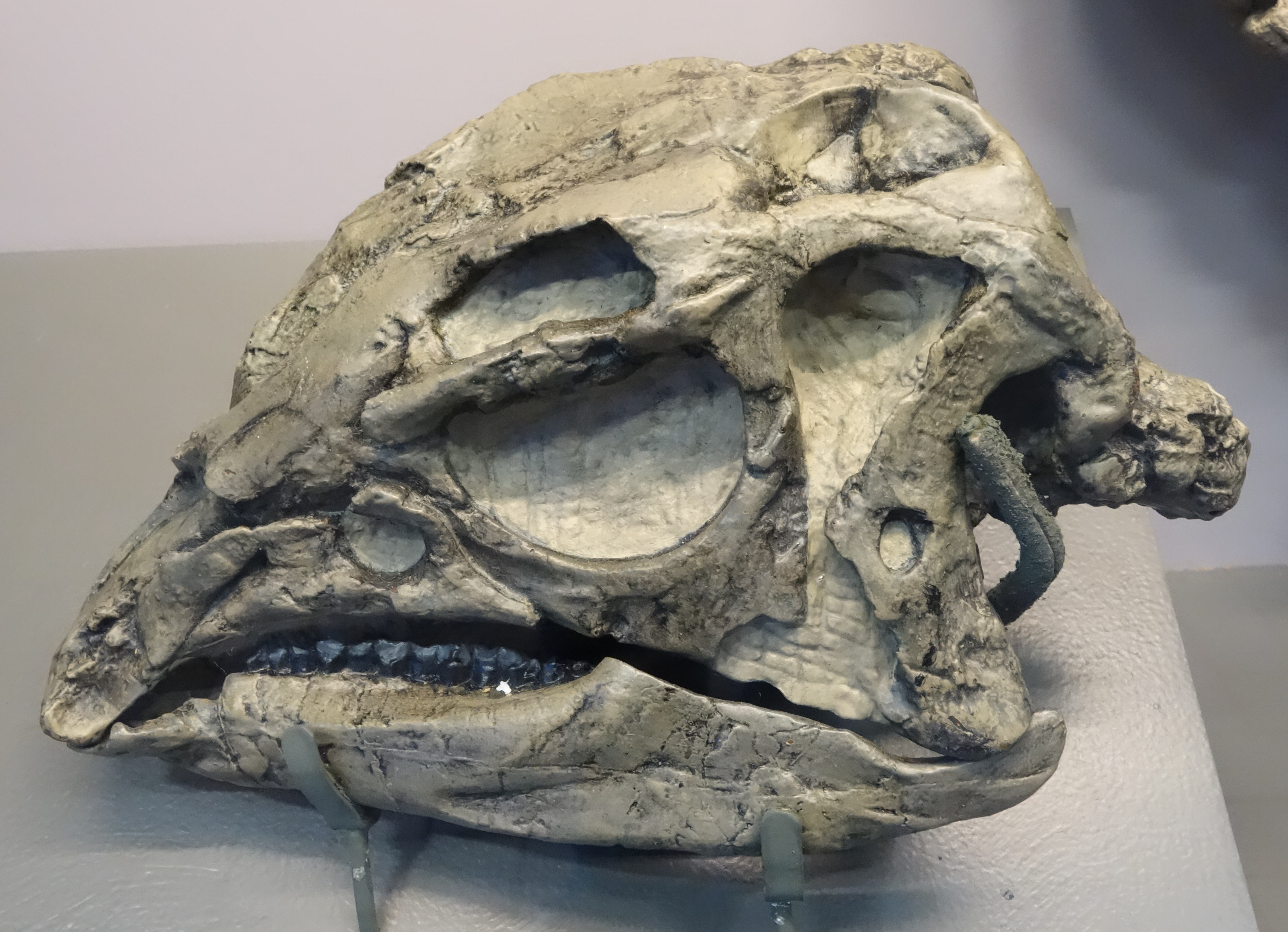
Cast of the D. elderae holotype skull

Gregory S. Paul en su guía de campo de 2010 para dinosaurios, segunda edición publicada en 2016, sugirió que el material de Utah representaba una especie separada,  que fue confirmado por Carpenter y Galton en 2018, quienes describieron el Dryosaurus del monumento nacional de dinosaurio como una nueva especie, D. elderae.
Antes de esta segunda especie además de Dryosaurus altus, varias otras especies habían sido nombradas en el género. La primera de estos fue creada accidentalmente cuando en 1903 Giuseppe de Stefano renombró a Crocodilus phosphaticus Thomas 1893 en Dryosaurus phosphaticus, cuando tenía la intención de llamarlo Dyrosaurus phosphaticus. Esto fue solo enmendado por Éric Buffetaut en 1981. La especie Dryosaurus lettowvorbecki fue identificada en 1919 por Virchow y llamada así por el afamado militar alemán Paul von Lettow-Vorbeck. En este caso, los fósiles son en su mayoría fragmentos de cráneos y postcráneo dispersos sin asociación. Fueron encontrados en yacimientos de la actual Tanzania, entre los que se incluye Tendaguru. Ahora se ha reasignado a Dysalotosaurus como Dysalotosaurus lettowvorbecki. La especie Dryosaurus canaliculatus , identificada en 1976 en yacimientos del Cretácico temprano de Europa, fue asignada más tarde al género Valdosaurus como Valdosaurus canaliculatus.

## Clasificación
Dryosaurus poseen un tamaño, forma y características óseas similares a las de los ornitópodos de la familia Hypsilophodontidae, aunque no puede ser incluido dentro de ésta debido a otros caracteres especiales del género. Por ello, este dinosaurio ha sido asignado a una familia propia, Dryosauridae. Varias de estas características aparecen en los iguanodóntidos del Cretácico, de los que Dryosaurus es probablemente un primitivo ancestro o una forma próxima a sus inmediatos antepasados.

### Sistemática
El siguiente cladograma sigue el análisis de Paul M. Barrett, Richard J. Butler, Richard J. Twitchett y Stephen Hutt (2011).
|  | Muttaburrasaurus |
|  |                  |
|  | Rhabdodon        |
|  |                  |
|  | Zalmoxes         |
|  |                  |

|  | Dysalotosaurus                                                |
|  |                                                               |
|  | \| \| Valdosaurus \| \| \| \| \| \| Elrhazosaurus \| \| \| \| |
|  |                                                               |
|  | Valdosaurus                                                   |
|  |                                                               |
|  | Elrhazosaurus                                                 |
|  |                                                               |

|  | Valdosaurus   |
|  |               |
|  | Elrhazosaurus |
|  |               |

|  | Dysalotosaurus                                                |
|  |                                                               |
|  | \| \| Valdosaurus \| \| \| \| \| \| Elrhazosaurus \| \| \| \| |
|  |                                                               |
|  | Valdosaurus                                                   |
|  |                                                               |
|  | Elrhazosaurus                                                 |
|  |                                                               |

|  | Valdosaurus   |
|  |               |
|  | Elrhazosaurus |
|  |               |

|  | Dysalotosaurus                                                |
|  |                                                               |
|  | \| \| Valdosaurus \| \| \| \| \| \| Elrhazosaurus \| \| \| \| |
|  |                                                               |
|  | Valdosaurus                                                   |
|  |                                                               |
|  | Elrhazosaurus                                                 |
|  |                                                               |

|  | Valdosaurus   |
|  |               |
|  | Elrhazosaurus |
|  |               |

|  | Dysalotosaurus                                                |
|  |                                                               |
|  | \| \| Valdosaurus \| \| \| \| \| \| Elrhazosaurus \| \| \| \| |
|  |                                                               |
|  | Valdosaurus                                                   |
|  |                                                               |
|  | Elrhazosaurus                                                 |
|  |                                                               |

|  | Valdosaurus   |
|  |               |
|  | Elrhazosaurus |
|  |               |

|  | Dysalotosaurus                                                |
|  |                                                               |
|  | \| \| Valdosaurus \| \| \| \| \| \| Elrhazosaurus \| \| \| \| |
|  |                                                               |
|  | Valdosaurus                                                   |
|  |                                                               |
|  | Elrhazosaurus                                                 |
|  |                                                               |

|  | Valdosaurus   |
|  |               |
|  | Elrhazosaurus |
|  |               |

|  | Dysalotosaurus                                                |
|  |                                                               |
|  | \| \| Valdosaurus \| \| \| \| \| \| Elrhazosaurus \| \| \| \| |
|  |                                                               |
|  | Valdosaurus                                                   |
|  |                                                               |
|  | Elrhazosaurus                                                 |
|  |                                                               |

|  | Valdosaurus   |
|  |               |
|  | Elrhazosaurus |
|  |               |

|  | Dysalotosaurus                                                |
|  |                                                               |
|  | \| \| Valdosaurus \| \| \| \| \| \| Elrhazosaurus \| \| \| \| |
|  |                                                               |
|  | Valdosaurus                                                   |
|  |                                                               |
|  | Elrhazosaurus                                                 |
|  |                                                               |

|  | Valdosaurus   |
|  |               |
|  | Elrhazosaurus |
|  |               |

|  | Dysalotosaurus                                                |
|  |                                                               |
|  | \| \| Valdosaurus \| \| \| \| \| \| Elrhazosaurus \| \| \| \| |
|  |                                                               |
|  | Valdosaurus                                                   |
|  |                                                               |
|  | Elrhazosaurus                                                 |
|  |                                                               |

|  | Valdosaurus   |
|  |               |
|  | Elrhazosaurus |
|  |               |

|  | Muttaburrasaurus |
|  |                  |
|  | Rhabdodon        |
|  |                  |
|  | Zalmoxes         |
|  |                  |

|  | Dysalotosaurus                                                |
|  |                                                               |
|  | \| \| Valdosaurus \| \| \| \| \| \| Elrhazosaurus \| \| \| \| |
|  |                                                               |
|  | Valdosaurus                                                   |
|  |                                                               |
|  | Elrhazosaurus                                                 |
|  |                                                               |

|  | Valdosaurus   |
|  |               |
|  | Elrhazosaurus |
|  |               |

|  | Dysalotosaurus                                                |
|  |                                                               |
|  | \| \| Valdosaurus \| \| \| \| \| \| Elrhazosaurus \| \| \| \| |
|  |                                                               |
|  | Valdosaurus                                                   |
|  |                                                               |
|  | Elrhazosaurus                                                 |
|  |                                                               |

|  | Valdosaurus   |
|  |               |
|  | Elrhazosaurus |
|  |               |

|  | Dysalotosaurus                                                |
|  |                                                               |
|  | \| \| Valdosaurus \| \| \| \| \| \| Elrhazosaurus \| \| \| \| |
|  |                                                               |
|  | Valdosaurus                                                   |
|  |                                                               |
|  | Elrhazosaurus                                                 |
|  |                                                               |

|  | Valdosaurus   |
|  |               |
|  | Elrhazosaurus |
|  |               |

|  | Dysalotosaurus                                                |
|  |                                                               |
|  | \| \| Valdosaurus \| \| \| \| \| \| Elrhazosaurus \| \| \| \| |
|  |                                                               |
|  | Valdosaurus                                                   |
|  |                                                               |
|  | Elrhazosaurus                                                 |
|  |                                                               |

|  | Valdosaurus   |
|  |               |
|  | Elrhazosaurus |
|  |               |

|  | Dysalotosaurus                                                |
|  |                                                               |
|  | \| \| Valdosaurus \| \| \| \| \| \| Elrhazosaurus \| \| \| \| |
|  |                                                               |
|  | Valdosaurus                                                   |
|  |                                                               |
|  | Elrhazosaurus                                                 |
|  |                                                               |

|  | Valdosaurus   |
|  |               |
|  | Elrhazosaurus |
|  |               |

|  | Dysalotosaurus                                                |
|  |                                                               |
|  | \| \| Valdosaurus \| \| \| \| \| \| Elrhazosaurus \| \| \| \| |
|  |                                                               |
|  | Valdosaurus                                                   |
|  |                                                               |
|  | Elrhazosaurus                                                 |
|  |                                                               |

|  | Valdosaurus   |
|  |               |
|  | Elrhazosaurus |
|  |               |

|  | Dysalotosaurus                                                |
|  |                                                               |
|  | \| \| Valdosaurus \| \| \| \| \| \| Elrhazosaurus \| \| \| \| |
|  |                                                               |
|  | Valdosaurus                                                   |
|  |                                                               |
|  | Elrhazosaurus                                                 |
|  |                                                               |

|  | Valdosaurus   |
|  |               |
|  | Elrhazosaurus |
|  |               |

|  | Dysalotosaurus                                                |
|  |                                                               |
|  | \| \| Valdosaurus \| \| \| \| \| \| Elrhazosaurus \| \| \| \| |
|  |                                                               |
|  | Valdosaurus                                                   |
|  |                                                               |
|  | Elrhazosaurus                                                 |
|  |                                                               |

|  | Valdosaurus   |
|  |               |
|  | Elrhazosaurus |
|  |               |

## Paleoecología
El espécimen holotipo de Dryosaurus YPM 1876 fue descubierto en  la cantera 5 de Reed YPM, en el Miembro Cuenca Brushy Superior, de la formación Morrison. En la formación Morrison del Jurásico Tardío del oeste de América del Norte, los restos de Dryosaurus se han recuperado de las zonas estratigráficas 2-6. Un sitio de excavación espectacular cerca de Uravan, Colorado, contenía cientos de fósiles de D. altus que representaban múltiples etapas del ciclo de vida del animal. Esta formación es una secuencia de sedimentos superficiales marinos y aluviales que, de acuerdo con la datación radiométrica , oscila entre 156,3 millones de años en su base, a 146,8 millones de años en la parte superior, lo que lo sitúa en las etapas finales del Oxfordiense, Kimmeridgiense y Titoniense temprano del período Jurásico superior. En 1877, esta formación se convirtió en el centro de las Guerra de los Huesos, una rivalidad entre los paleontólogos Othniel Charles Marsh y Edward Drinker Cope. La formación Morrison se interpreta como un entorno semiárido con distintas estaciones húmedas y secas. La cuenca de Morrison donde vivían los dinosaurios, se extendía desde Nuevo México hasta Alberta y Saskatchewan, y se formó cuando los precursores de la Cordillera Frontal de las Montañas Rocosas comenzó a empujar hacia el oeste. Los depósitos de sus cuencas de drenaje orientadas al este fueron transportados por arroyos y ríos y depositados en tierras bajas pantanosas, lagos, canales fluviales y planicies de inundación. Esta formación es similar en edad a la formación de Caliza de Solnhofen en Alemania y la formación Tendaguru en Tanzania.
La formación Morrison registra un ambiente y tiempo dominado por gigantescos dinosaurios saurópodos como Camarasaurus , Barosaurus , Diplodocus, Apatosaurus y Brachiosaurus. Los dinosaurios que vivieron junto a Dryosaurus incluyen los herbívoros ornitisquios Camptosaurus, Stegosaurus y Othnielosaurus. Los depredadores en este paleoambiente incluyen los terópodos Saurophaganax, Torvosaurus , Ceratosaurus , Marshosaurus, Stokesosaurus y Ornitholestes y Allosaurus. Este último representó del 70 al 75% de los especímenes de terópodos y se encontraba en el nivel trófico superior de la red trófica de Morrison. Otros animales que compartieron este paleoambiente incluyeron bivalvos, caracoles , peces con aletas radiadas, ranas , salamandras, tortugas, esfenodontes , lagartos, cocodrilomorfos terrestres y acuáticos, y varias especies de pterosaurios. Los primeros mamíferos estaban presentes en esta región, como los docodontos, multituberculates , simetrodontidos y triconodontidos. La flora del período ha sido revelada por fósiles de algas verdes, hongos , musgos , colas de caballo , cícadas , ginkgos y varias familias de coníferas. La vegetación variaba desde los bosques de helechos arborescentes y helechos en bosques de galería hasta las sabanas de helechos con árboles ocasionales como la conífera Brachyphyllum de tipo Araucaria. Otros sitios que han producido material de Dryosaurus incluyen la cantera Bone Cabin, Red Fork del Powder River en Wyoming y Lily Park en Colorado. [6]

## En la cultura popular
Dryosaurus aparece en el especial de Discovery Channel, When Dinosaurs Roamed America y en el segundo episodio de Walking with Dinosaurs, Tiempo de titanes, y en el especial de 2000, La balada del gran Al. También hace su aparición en  la novela de Jurassic Park, escrita por Michael Crichton, como uno de los dinosaurios clonados por InGen, así como en el juego de video de Vivendi Universal, Jurassic Park: Operation Genesis, en Jurassic Park 3 Park Builder y en ambos juegos de Jurassic World Evolution desarrollados por Frontier Development.